# لوكا جينتيلي (لاعب كرة قدم)
لوكا جينتيلي (بالإيطالية: Luca Gentili)‏ هو لاعب كرة قدم إيطالي في مركزي الدفاع، ولد في 22 مايو 1986 في فانو في إيطاليا. لعب مع إنتر ميلان ونادي أنكونا ونادي بيروجيا.